# Patriottisch Volksfront
Het Patriottisch Volksfront (Hongaars: Hazafias Népfront, HNF) was een communistische mantelorganisatie in het communistische Hongarije (1949-1989) waarvan de Hongaarse Socialistische Arbeiderspartij (MSzMP) en diverse massaorganisaties, zoals vakbonden, de schrijversbond enz. lid waren.
Het eerste volksfront werd vlak voor de verkiezingen van 1949 opgericht door communistisch partijleider Mátyás Rákosi onder de naam Hongaars Onafhankelijkheidsfront. Naast de Hongaarse Communistische Partij werden ook de restanten van de Partij van Kleine Landbouwers, de Sociaaldemocratische Partij en de Nationale Boerenpartij opgenomen in het Hongaars Onafhankelijkheidsfront. Alle personen die zich kandidaat stelden voor de parlementsverkiezingen van 1949 moesten lid zijn van de communistische partij of een van de andere volksfrontpartijen. Omdat dit Hongaars Onafhankelijkheidsfront in feite alleen diende als kieslijst, bezat het geen invloed.
Het Hongaars Onafhankelijkheidsfront herleefde in 1954 dankzij premier Imre Nagy (het zogenaamde "tweede volksfront"). Nagy probeerde ook nietcommunisten aan te trekken tot dit front om zo brede steun voor zijn regime te krijgen. Echter, voor het front van de grond kwam, grepen de conservatieve communisten onder partijleider Mátyás Rákosi in en maakten een einde aan Nagys plannen door hem als premier af te zetten.
Aan het begin van de Hongaarse Opstand (1956) werd er openlijk gesproken van een nieuw volksfront waarvan naast de communistische partij en de aan haar gelieerde massaorganisaties, ook nietcommunistische partijen lid van moesten worden. In november 1956 vormde Imre Nagy, die opnieuw aan de macht was gekomen, een regering waarvan naast de communistische partij, ook andere partijen lid van waren.
Nadat János Kádár met Russische hulp in december 1956 premier van Hongarije was geworden en secretaris-generaal van de Hongaarse Socialistische Arbeiderspartij (MSzMP), probeerde hij zijn regime te verbreden door de oprichting van het derde - en tevens laatste - volksfront, het Patriottisch Volksfront. Het Hongaars Onafhankelijkheidsfront werd ontbonden. Naast de communistische MZsMP en de vakbonden, de jeugd- en vrouwenbewegingen, werden ook de Hongaarse Vredesraad en de Rooms-Katholieke Kerk als massaorganisaties erkend en in dit nieuwe volksfront opgenomen. Dit Patriottisch Volksfront (sterk gelijkend op het Nationaal Front in de DDR en het Nationaal Front in Tsjechoslowakije) bleef tot de val van het communisme in Hongarije, in 1989, bestaan.
In 1988 waren er ca. 130.000 plaatselijke comités van het Patriottisch Volksfront.
Het nog steeds bestaande dagblad Magyar Nemzet (Hongaarse Natie) was de krant van het Patriottisch Volksfront.
In december 1989 werd het Patriottisch Volksfront vervangen door de Patriottische Verkiezingscoalitie, die in 1991 werd omgevormd tot de Democratische Coalitiepartij.

## Massaorganisaties die lid waren van het Patriottisch Volksfront 1957-1989
NB: niet compleet
- Hongaarse Socialistische Arbeiderspartij (MSzMP)
- Nationale Raad van Vakbonden (Szot)
- Communistische Jeugdliga (Kisz)
- Jonge Pioniers
- Hongaarse-Sovjet-Russische Vriendschapsvereniging
- Hongaarse Vredesraad
- Nationale Raad van Hongaarse Vrouwen (MNOT)
- Beweging van Katholieke Vredespriesters (MPpK)
- Opus Pacis (Rooms-Katholieke Kerk)
- Nationale Zigeuner Raad (voor de Roma en Sinti)
- Vertegenwoordigers van de Evangelisch-Lutherse Kerk van Hongarije, de Hongaarse Gereformeerde Kerk, de Unitarische Kerk in Hongarije alsmede vertegenwoordigers van andere godsdienstige stromingen hadden zitting in het bestuur van het Volksfront evenals het bestuur van de Vredesraad

## Verkiezingsresultaten
| Jaar | %     | Zetels    | +/- |
| ---- | ----- | --------- | --- |
| 1958 | 99,6% | 338 / 338 | 40  |
| 1963 | 98,9% | 340 / 340 | 2   |
| 1967 | 99,7% | 349 / 349 | 9   |
| 1971 | 99,0% | 352 / 352 | 3   |
| 1975 | 99,6% | 352 / 352 | 0   |
| 1980 | 99,3% | 352 / 352 | 0   |
| 1985 | 99,1% | 387 / 387 | 35  |